# Saihō-ji
Saihō-ji (西芳寺?) è un tempio buddista Zen della scuola Rinzai situato a Matsuo, quartiere Nishikyō, a Kyoto in Giappone.
Il tempio, che è famoso per il suo giardino di muschio, è comunemente chiamato "Koke-dera" (苔 寺), che significa appunto "tempio del muschio", mentre il nome formale è "Kōinzan Saihō-ji" (洪 隠 山西 芳 寺)
Il tempio, costruito principalmente per onorare il budda Amitabha, fu fondato dal monaco buddista Gyōki e successivamente restaurato da Musō Soseki.
Nel 1994, Saihō-ji è stato registrato come sito del patrimonio mondiale dell'UNESCO, come parte dei "Monumenti storici dell'antica Kyoto".

## Turismo
Fino al 1977, Saihō-ji era aperto al pubblico senza limitazioni per gli ingressi.  Attualmente, per proteggere i tappeti di muschio dalle orde di turisti, l'accesso è limitato con una procedura piuttosto complessa che prevede, per i visitatori internazionali, una richiesta scritta mediante invio di una cartolina postale con ricevuta di ritorno  almeno 7 giorni lavorativi prima della visita. L'ingresso è a pagamento con una delle tariffe tra le più alte a Kyoto (¥ 3.000) e ai visitatori è richiesto, prima dell'ingresso, di compiere alcune azioni di meditazione con i monaci.